# 하나은행 인비테이셔널
하나은행 인비테이셔널(Hana Bank Invitational)은 일본에서 열리는 남자 프로 골프 대회로, 2010년에 창설되었다.